# Ołena Kondratiuk
Ołena Kostiantyniwna Kondratiuk, ukr. Олена Костянтинівна Кондратюк (ur. 17 listopada 1970 we Lwowie) – ukraińska polityk, posłanka do Rady Najwyższej i jej wiceprzewodnicząca w IX kadencji.

## Życiorys
W 1993 ukończyła studia historyczne na Lwowskim Uniwersytecie Narodowym im. Iwana Franki. W tej samej dziedzinie uzyskała stopień kandydata nauk. Prowadziła własną działalność gospodarczą w ramach agencji PR „Radnyk”.
Działała w partii Reformy i Porządek, z którą dołączyła do Bloku Julii Tymoszenko. W wyborach parlamentarnych w 2007 po raz pierwszy uzyskała mandat deputowanej do Rady Najwyższej. Z powodzeniem ubiegała się o reelekcję jako kandydatka Batkiwszczyny w wyborach w 2012, 2014 i 2019. W 2019 wybrana na wiceprzewodniczącą ukraińskiego parlamentu IX kadencji.
Zamężna z Ołeksandrem Bohuckim, producentem i menedżerem branży medialnej.